# Frances Martin
Frances Martin (* 18. Oktober 1939 in Lausanne, Schweiz; eigentlich Franziska Steinbrecher) ist eine österreichische Schauspielerin. Gelegentlich trat sie auch unter dem Pseudonym Franzi Tilden auf.

## Leben und Karriere
Frances Martin kam 1939 als Tochter der Schauspielerin Jane Tilden und deren zweiten Ehemann, dem Komponisten Alexander Steinbrecher, in der Schweiz zur Welt. Ihr Filmdebüt gab sie 1956 in dem von Peter Pewas inszenierten Kriminalfilm Viele kamen vorbei, der heute vor allem wegen seiner visuellen Gestaltung gelobt wird. Anschließend spielte sie u. a. in den Filmen Opernball (1956), Juchten und Lavendel (1958), Das Riesenrad (1961) und Der erste Frühlingstag (1961) kleinere Rollen.
Aus ihrer Verbindung mit dem Schauspieler Yul Brynner stammt ihre Tochter Lark Brynner. Später war sie einige Jahre mit dem Schauspieler Gerhart Lippert verheiratet, der 1971 bei der 13-teiligen Fernsehserie Toni und Veronika Regie führte, in der Martin unter dem Namen Franzi Tilden die weibliche Hauptrolle übernommen hatte. Mit dabei war auch ihre zweite Tochter Alexandra Tilden, die aus der Ehe mit Lippert hervorging.

## Filmografie
- 1956: Viele kamen vorbei
- 1956: Opernball
- 1956: K. u. K. Feldmarschall
- 1957: Scampolo (TV)
- 1957: Vier Mädels aus der Wachau
- 1957: Das Glück liegt auf der Straße
- 1958: Women in Love (TV)
- 1958: Frauensee
- 1958: Juchten und Lavendel (TV)
- 1961: Der erste Frühlingstag (TV)
- 1961: Das Riesenrad
- 1961: Unsere tollen Tanten
- 1963: Curd Jürgens erzählt... (Fernsehserie, Folge: Hotel Sacher)
- 1963: Das alte Hotel (Fernsehserie, 5 Folgen)
- 1964: Spiel um Schmuck (Fernsehserie, Folge: Immer die Bigelows/Natürlich die Bigelows)
- 1965: Bob Morane (Fernsehserie, Folge: La Fleur du sommeil)
- 1966: Donaug’schichten (Fernsehserie, Folge: W. M. und das Theater)
- 1971: Toni und Veronika (Fernsehserie)
- 1971: Gestrickte Spuren
- 2015: Sophia